# Hovenweep National Monument

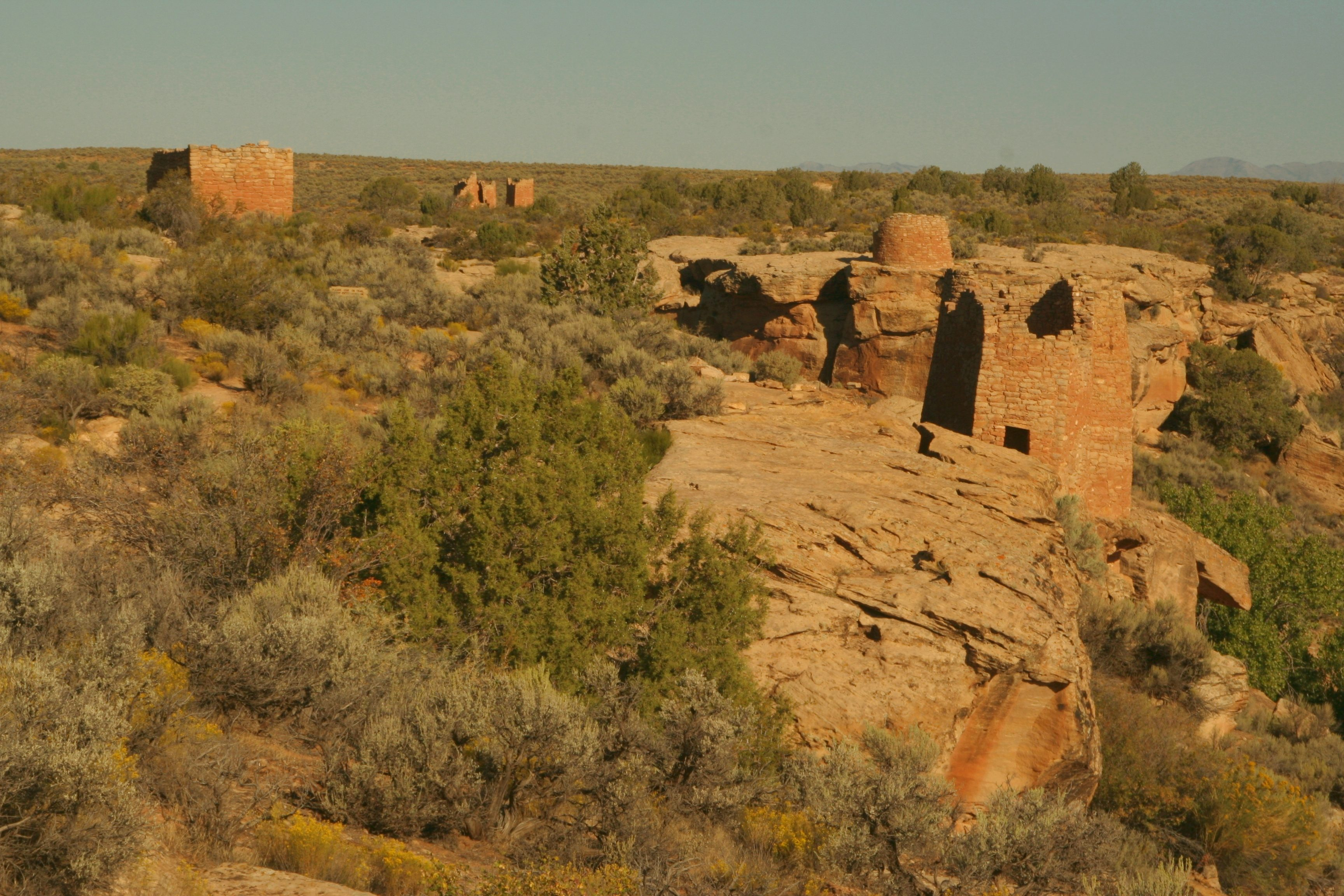
Hovenweep National Monument

Hovenweep National Monument – amerykański pomnik narodowy, znajdujący się na granicy stanów Kolorado i Utah na zachód od miejscowości Cortez. Hovenweep składa się z sześciu ruin dawnych budowli usytuowanych wokół kanionu.
Ruiny zostały odkryte przez ekspedycje kierowaną przez W. D. Huntingtona w 1854 r., choć miejsce to było znane od dawna plemionom indiańskim (Ute i Nawaho) mieszkającym w okolicy. Sama nazwa Hovenweep pochodzi z języka Indian Ute i oznacza pustynną dolinę. 2 marca 1923 roku prezydent Warren Harding utworzył w tym miejscu pomnik narodowy.
Zespół ruin Hovenweep składa się z sześciu samodzielnych kompleksów budowli indiańskich: Holly Canyon, Backberry Canyon, Cutthroat castle i Goodman Point, które znajdują się w stanie Kolorado oraz Cajon i Square Tower w stanie Utah.
Zobacz też Park Narodowy Mesa Verde